# Mus musculoides
Mus musculoides é uma espécie de roedor da família Muridae.
Sua distribuição é pouco conhecida. Ocorre na África Ocidental, do Senegal a Nigéria, e dos Camarões, Gabão, Congo e Guiné Equatorial até o oeste do Quênia e Tanzânia.